# Contea di Suwannee
La contea di Suwannee (in inglese Suwannee County) è una contea della Florida, negli Stati Uniti. Il suo capoluogo amministrativo è Live Oak. È stata una delle contee dette "Dry Counties" (lett. Contee secche), vale a dire quelle contee dove è vietata la vendita di bevande alcoliche, fino ad agosto 2011.

## Geografia fisica
La contea ha un'area di 1.792 km² di cui lo 0,62% è coperto d'acqua. Confina con:
- Contea di Hamilton - nord
- Contea di Columbia - est
- Contea di Gilchrist - sud-est
- Contea di Lafayette - ovest
- Contea di Madison - nord-ovest

## Storia
La Contea di Suwannee è creata nel 1858 e fu chiamata così per il fiume Suwannee che definisce il confine nella zona nord, ovest ed in parte anche sud della contea stessa. Il nome Suwannee potrebbe derivare dallo spagnolo San Juan oppure dalla lingua dei Cherokee con la parola sawani, che significherebbe "fiume dell'eco".

## Città principali

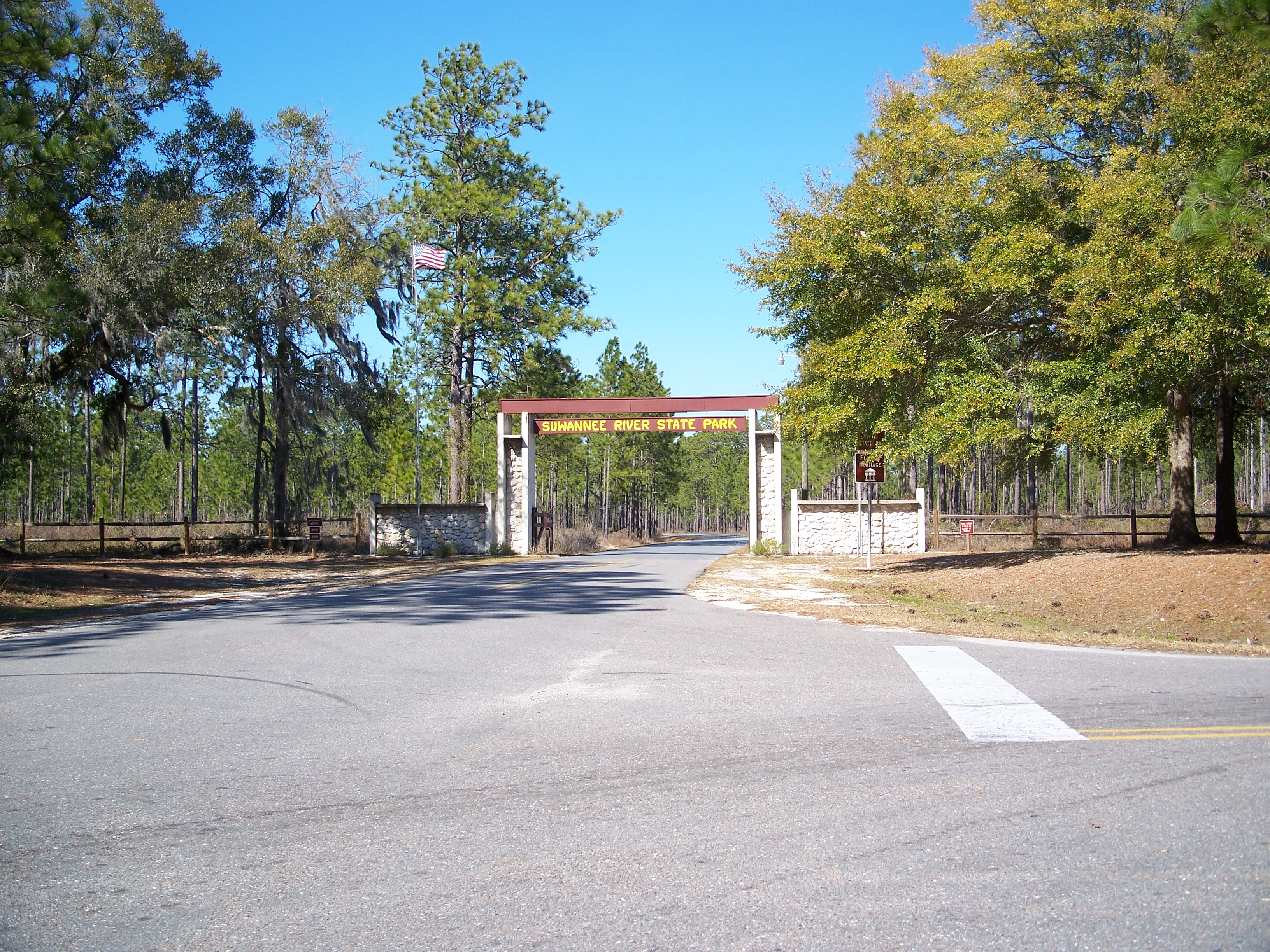
Entrata del Parco Statale del fiume Suwannee

- Live Oak
- Branford

## Politica
| Anno | Repubblicani | Democratici | Altri |
| ---- | ------------ | ----------- | ----- |
| 2004 | 70,6%        | 28,6%       | 0,8%  |
| 2000 | 64,3%        | 32,7%       | 3%    |
| 1996 | 47,3%        | 36,9%       | 15,8% |
| 1992 | 40,2%        | 35,1%       | 24,7% |
| 1988 | 64,3%        | 34,3%       | 1,4%  |